# Lufthansa Flight 649
Kapningen av Lufthansa Flight 649 var ett terrordåd som begicks av en palestinsk grupp och som ägde rum mellan 22 och 23 februari 1972. Efter att den västtyska regeringen betalat en lösensumma om 5 miljoner USD så släpptes alla ur gisslan ombord på den beslagtagna Boeing 747-230B.

## Kapningen
Flight 649 var en schemalagd Lufthansa-flygning på rutten Tokyo–Hong Kong–Bangkok–Delhi–Aten–Frankfurt. Turen, som trafikerades en gång i veckan, lämnade Tokyo-Haneda flygplats på måndagseftermiddagar och anlände till Frankfurts flygplats nästa morgon. Tisdagen den 22 februari 1972 kapades den Boeing 747-200 som betjänade flygningen (registrerad som D-ABYD) av fem män som var beväpnade med vapen och sprängämnen. Den första attacken skedde vid 1 på natten, en halvtimme efter att flygplanet hade lämnat Delhi-Palam flygplats i Delhi på väg till Ellinikons internationella flygplats i Aten. Ombord fanns 172 passagerare och 15 besättningsmedlemmar, utöver de fem kaparna.
Det fastställdes senare att förövarna, som identifierade sig som Organisationen för att motstå sionistisk förföljelse, leddes av Folkfronten för Palestinas befrielse (PFLP) och hade gått ombord på flyget på olika flygplatser, en i Hong Kong, två i Bangkok och två i Delhi.
Till en början beordrades piloten att landa flygplanet på en obelagd landningsbana i den arabiska öknen. När kaparna fick reda på att besättningen ansåg att en sådan manöver var för farlig kom de överens om att istället bege sig till Adens internationella flygplats i dåvarande Sydjemen. Efter att ha landat där släpptes alla kvinnor och barn bland passagerarna, samt en kvinnlig flygvärdinna.
Några timmar efter att kapningen hade påbörjats mottogs ett meddelande vid Lufthansas högkvarter i Köln. Där stod att flygplanet skulle sprängas senast kl. 09:00 följande dag om en lösensumma på 5 miljoner USD inte hade betalats då. Överlämnandet skulle ske i närheten av Beirut enligt de detaljerade instruktionerna på lappen. Lufthansa var vid tiden helägt av den västtyska staten, varför frågan hamnade på den västtyska regeringens bord. De beslutade att helt och hållet följa kraven, utan några förhandlingar.
Den 23 februari, när kaparna hade informerats om att lösensumman verkligen hade betalats, fick de manliga passagerarna (bland dem Joseph Kennedy, den då 19-årige sonen till Robert F. Kennedy) lämna det kapade flygplanet och gå ombord en Boeing 707 Lufthansa hade flugit till Aden för att hämta dem med, men även detta flygplan fick stanna på marken i ytterligare tre timmar.
Trots att det var planerat att hålla den exakta lösensumman hemlig för att inte inspirera någon copycat avslöjades beloppet för allmänheten den 25 februari av Georg Leber, dåvarande transportminister för den federala regeringen. Enligt en talesman för International Air Transport Association (IATA) var detta vid den tiden den största lösen som någonsin betalats för ett flygplan.

## Efterspel och politisk bakgrund

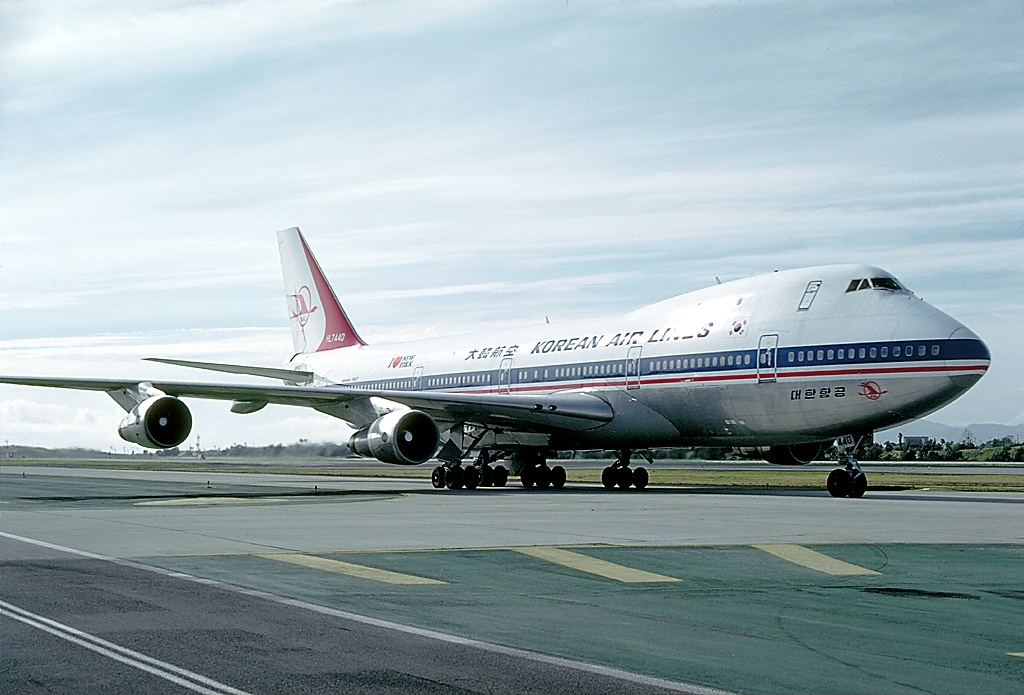
Boeing 747 inblandad i kapningen såldes senare till Korean Air.

När alla ur gisslan ombord Flight 649 släppts på fri fot överlämnade kaparna sig till de sydjemenitiska myndigheterna. Den 27 februari släpptes de utan att ha åtalats för några brott, troligen i utbyte mot 1 miljon dollar från lösensumman. Gärningsmännen har aldrig kunnat identifieras på ett tillförlitligt sätt. Den västtyska nyhetstidningen Der Spiegel spekulerade i att återstoden av lösensumman hade använts av PFLP för att finansiera de japanska angriparna som var ansvariga för massakern vid Lod flygplats som ägde rum 30 maj 1972.
Kapningen av Lufthansa Flight 649 var den första kapningen i flygbolagets historia och markerade början på en rad palestinska våldsdåd som involverade Västtyskland under 1972, framför allt gisslankrisen under sommar-OS i München och den efterföljande kapningen av Lufthansa Flight 615. Israel hävdade att hade den västtyska regeringen "kapitulerat till terrorismen" genom att följa angriparnas krav vid alla dessa händelser. Denna anklagelse kombinerades med anklagelser om eftergiftsinsatser i den arabisk-israeliska konflikten.  1977 när Lufthansa Flight 181 kapades stormade tyskarna den med specialstyrkor från GSG 9, snarare än att förhandla med de palestinska kaparna.